# Mária Vidláková
Maria Vidláková (även Marie, gift Kuchovská), född 4 september 1904 i Třebíč, region Vysočina kraj i dåvarande Tjeckoslovakien; död 13 augusti 1994 i Brno, Tjeckien; var en tjeckoslovakisk friidrottare med kastgrenar som huvudgren. Vidláková var världsrekordhållare i stafettlöpning och blev guldmedaljör vid den andra damolympiaden 1926 och var en pionjär inom damidrott.

## Biografi
Maria Vidláková föddes i sydöstra Tjeckien, under ungdomstiden var hon aktiv friidrottare och 1923 gick hon med i idrottsföreningen "SK Trebic", 1924-1925 tävlade hon för "AC Moravská Slavia Brno" och 1926-1929 för "SK Židenice". Hon tävlade i diskuskastning, kulstötning, spjutkastning och häcklöpning. Senare spelade hon även handboll (på landslagnivå) och tennis.
Den 12 juli 1925 satte hon världsrekord i stafettlöpning 4 x 75 meter för landslag (med Miloslava Havlíčková, Kamila Olmerová, Mária Vidláková som tredje löpare och Zdena Smolová) vid tävlingar i Ljubljana.
Den 11 oktober 1925 satte hon världsrekord i diskuskastning med 31,15 meter vid tävlingar i Prag där hon slog Lucienne Velus årsgamla världsrekord. 1925 innehade hon även inofficiellt världsrekord i spjutkastning.
Vidláková deltog i den andra ordinarie damolympiaden 27-29 augusti 1926 i Göteborg. Under idrottsspelen vann hon guldmedalj i kulstötning med 19,54 meter (tvåhands) och bronsmedalj i stafettlöpning 4 x 110 yards ( med Zdena Smolová, Ludmila Sychrová, Štepánka Kucerová och Vidláková).
Den 19 juni 1927 stötte hon som första tjeckiska över 10 meter (10,24 meter, enhands) i kulstötning.
Senare gifte hon sig och drog sig tillbaka från tävlingslivet. Vidláková dog 1994 i Brno.